# 欢乐亿派
北京欢乐亿派科技有限公司（简称欢乐亿派），成立于2001年8月，前身为北京金洪恩电脑有限公司旗下的祖龙工作室，以电脑游戏软件的研发为主。2004年，洪恩教育CEO池宇峰成立完美时空网络技术有限公司，欢乐亿派的祖龙原班人马被悉数召回，欢乐亿派随即解散。